# Spilotes sulphureus
Spilotes sulphureus är en ormart som beskrevs av Wagler 1824. Spilotes sulphureus ingår i släktet Spilotes och familjen snokar.
Denna orm förekommer i Sydamerika i norra Brasilien, i regionen Guyana och i angränsande regioner av Venezuela, Colombia, Ecuador, Peru och Bolivia. En avskild population finns i östra Brasilien. Arten lever i låglandet och i kulliga områden upp till 850 meter över havet. Den vistas i regnskogar och klättrar främst på träd. Födan utgörs av ödlor, småfåglar och små däggdjur. Honor lägger ägg.
För beståndet är inga hot kända. Hela populationen anses vara stabil. IUCN listar arten som livskraftig (LC).

## Underarter
Arten delas in i följande underarter:
- S. s. dieperinkii
- S. s. sulphureus